# Atletisme als Jocs Olímpics d'Estiu de 1928 - 800 metres femenins
Els 800 metres femenins va ser una de les proves del programa d'atletisme disputades durant els Jocs Olímpics d'Amsterdam de 1928. La prova es va disputar entre l'1 i el 2 d'agost de 1928 i hi van prendre part 25 atletes de 13 països diferents. Alguns informes de premsa de la cursa afirmaven que moltes de les competidores arribaren esgotades a meta. Segons Lynne Emery, aquests informes eren inexactes i les atletes sols estaven cansades per l'esforç realitzat durant la cursa. En qualsevol cas, la idea que la distància era massa llarga per a les dones va fer que el COI la retirés del programa olímpic. No va ser reintroduïda fins als Jocs de Roma de 1960.

## Medallistes
| Or               | Plata              | Bronze             |
| Lina Radke (GER) | Kinue Hitomi (JAP) | Inga Gentzel (SWE) |

## Resultats

### Sèries
Les tres primeres classificades de cadascuna de les tres sèries passava a la final.
Sèrie 1
| Pos. | Atleta              | Nació         | Temps  | Notes |
| ---- | ------------------- | ------------- | ------ | ----- |
| 1    | Marie Dollinger     | Alemanya      | 2:22.4 | RO, Q |
| 2    | Inga Gentzel        | Suècia        |        | Q     |
| 3    | Bobbie Rosenfeld    | Canadà        |        | Q     |
| 4    | Jo Mallon           | Països Baixos |        |       |
| 5    | Elisabeth Oestreich | Alemanya      |        |       |
| 6    | Dee Boeckmann       | Estats Units  |        |       |

Sèrie 2
| Pos. | Atleta             | Nació         | Temps  | Notes |
| ---- | ------------------ | ------------- | ------ | ----- |
| 1    | Lina Radke         | Alemanya      | 2:26.0 | Q     |
| 2    | Kinue Hitomi       | Japó          | 2:26.4 | Q     |
| 3    | Gertruda Kilosówna | Polònia       | 2:28.0 | Q     |
| 4    | Aat van Noort      | Països Baixos |        |       |
| 5    | Edie Robinson      | Austràlia     |        |       |
| 6    | Juliette Segers    | Bèlgica       |        |       |
| 7    | Sébastienne Guyot  | França        |        |       |
| 8    | Emy Pettersson     | Suècia        |        |       |
| 9    | Giannina Marchini  | Itàlia        |        |       |
| 10   | Rayma Wilson       | Estats Units  |        |       |

Sèrie 3
| Pos. | Atleta              | Nació         | Temps  | Notes |
| ---- | ------------------- | ------------- | ------ | ----- |
| 1    | Jean Thompson       | Canadà (CAN)  | 2:23.2 | Q     |
| 2    | Florence MacDonald  | Canadà        |        | Q     |
| 3    | Elfriede Wever      | Alemanya      |        | Q     |
| 4    | Mien Duchateau      | Països Baixos |        |       |
| 5    | Ida Degrande        | Bèlgica       |        |       |
| 6    | Marcelle Neveu      | França        |        |       |
| 7    | Otylia Tabacka      | Polònia       | 2:33.0 |       |
| 8    | Josefine Lauterbach | Àustria       |        |       |
| 9    | Paula Radziulytė    | Lituània      |        |       |

### Final
| Pos. | Atleta             | Nació        | Temps  | Notes |
| ---- | ------------------ | ------------ | ------ | ----- |
| 1    | Lina Radke         | Alemanya     | 2:16.8 | RM    |
| 2    | Kinue Hitomi       | Japó         | 2:17.6 |       |
| 3    | Inga Gentzel       | Suècia       | 2:17.8 |       |
| 4    | Jean Thompson      | Canadà       | 2:21.6 |       |
| 5    | Bobbie Rosenfeld   | Canadà       | 2:22.4 |       |
| 6    | Florence MacDonald | Estats Units | 2:22.6 |       |
| 7    | Marie Dollinger    | Alemanya     | 2:23.0 |       |
| 8    | Gertruda Kilosówna | Polònia      | 2:28.0 |       |
| 9    | Elfriede Wever     | Alemanya     |        |       |